# 国際保健体育・レクリエーション・スポーツ・ダンス協議会
国際保健体育・レクリエーション・スポーツ・ダンス協議会（こくさいほけんたいいく・レクリエーション・スポーツ・ダンスきょうぎかい, International Council for Health, Physical Education, Recreation, Sport & Dance, 略称:ICHPER・SD）は保健体育、レクリエーション、スポーツ、ダンスの指導法や科学的研究等の国際交流を意図して設立された国際団体である。1958年、アメリカ健康体育レクリエーション協会 (AAHPER) の主導のもと、国際保健体育・レクリエーション協議会として発足した。後にスポーツとダンス領域を含めて現名称となった。